# Ángel Sauce
Ángel Sauce (Caracas, Venezuela, 2 de agosto de 1911 - ibíd., 26 de diciembre de 1995) fue un compositor, violinista y director de orquesta venezolano.

## Biografía
Sauce nació en Caracas, siendo hijo de Juan Vicente Sauce y Justa Sauce. Fue criado en el barrio San Juan de la capital. Estudió música en la Academia de Declamación Musical de Caracas (actualmente Escuela de Música José Ángel Lamas), en donde fue alumno de José Lorenzo Llamozas, Vicente Emilio Sojo y Manuel Leoncio Rodríguez.
Entre 1945 y 1946 recibió una beca de la municipalidad de Nueva York, en donde obtuvo un título en composición y dirección de orquesta en la Universidad de Columbia.
En 1930 participó en la fundación de la Orquesta Sinfónica Venezuela como violinista. Previamente, siendo apenas un adolescente fue integrante de la Unión Filarmónica, principal antecedente de la Sinfónica Venezuela, bajo la dirección de los maestros Vicente Martucci y Vicente Emilio Sojo. En 1947, fue nombrado director de la orquesta, una posición que conservó por más de 12 años.
Junto con su esposa la profesora Adda Elena de Sauce realizó una importante labor pedagógica como profesor de Teoría y Solfeo, Armonía y Canto Coral en la Escuela de Música "Juan Manuel Olivares" de Caracas. Tras su salida de esta institución, al cumplir los años de servicio necesarios para pensionarse por el Ministerio de Educación, se dedicó de lleno a su trabajo como Director-Fundador del Conservatorio Nacional de Música Juan José Landaeta, el cual dependía en ese entonces del Consejo Nacional de la Cultura (actual Ministerio de la Cultura). En el seno del Conservatorio propició la fundación junto con el doctor José Antonio Abreu de la Orquesta Nacional Juvenil Juan José Landaeta, primer núcleo de la Fundación del Estado para el Sistema Nacional de las Orquestas Juveniles e Infantiles de Venezuela. Ambos maestros, Sauce y Abreu dirigieron el concierto inaugural de la Orquesta el 30 de abril de 1975 en un Concierto de Estado en la Casa Amarilla, sede del Ministerio de Relaciones Exteriores de Venezuela. Igualmente en el seno del Conservatorio, dio un gran impulso a los estudios de Composición musical al crear la primera cátedra de Música Electroacústica y de Música del siglo XX en un conservatorio venezolano, la cual estuvo a cargo de los maestros Eduardo Kusnir y Antonio Mastrogiovanni respectivamente.
En 1943, empezó a organizar un coro en el Ministerio del Trabajo con más de 100 cantantes procedentes de la clase obrera. El coro dio su primer concierto el 24 de julio de ese año bajo el nombre Orfeón Obrero Juan Manuel Olivares. En 1950, luego de un breve receso, dicho coro pasó a formar parte de un conjunto de grupos culturales del mismo despacho con el nombre de Coral Venezuela. Durante los años 1950, Sauce al frente de la Sinfónica y la Coral Venezuela,  realizó la primera audición en Venezuela de importantes obras del repertorio sinfónico-coral entre las que destacan Sinfonía de los Salmos de Ígor Stravinski, «Canción de los Bosques» de Dmitri Shostakóvich, Sinfonía n.º 9 y Missa Solemnis de Ludwig van Beethoven, Misa en re de José Ángel Lamas y El Tirano Aguirre de Evencio Castellanos. También fue un gran promotor de la actividad coral en Venezuela al  fundar los coros de la Electricidad de Caracas, de la Universidad Católica Andrés Bello y el Latin Choir of New York, este último en la época en que realizó sus estudios de postgrado. 
Sauce también se destacó como compositor. Entre sus obras más importantes están: Concierto para violín y orquesta, Obertura sinfónica, Cantata Jehová Reina , Ballet Nacionalista sinfónico-coral Cecilia Mujica, Romance del Rey Miguel, Sonata para violín y piano y Canto de libertad obra sinfónico-coral escrita con motivo del bicentenario del nacimiento del Libertador Simón Bolívar. En 1948, Sauce recibió el Premio Nacional de Música por Jehová Reina. En 1956, obtuvo el Premio "Vicente Emilio Sojo" por Cecilia Mujica . Asimismo, en 1982, recibió el Premio Nacional de Música por su trayectoria, logros y aportes a la cultura musical de Venezuela.
Ángel Sauce falleció el 26 de diciembre de 1995, pocos meses después de haberse retirado como Director-Fundador del Conservatorio Nacional de Música Juan José Landaeta.
UN TRIBUTO
En junio del año 2011, el periodista, músico y artista escénico Ángel Freites Molina tiene la idea de crear el Festival Tributo al Maestro Ángel Sauce, evento que se realizó en el Centro de Arte Daniel Suárez de la Urbanización La Florida de Caracas. De esta manera el Conservatorio Nacional de Música Juan José Landaeta, en ese año bajo la Dirección del Maestro Eladio Mujica, realizó un merecido homenaje a su Maestro Fundador. Fue así como los espacios de este centro de arte se convirtieron en salas llenas de preciados recuerdos de la familia Sauce: cuadros, objetos, partituras originales, libros y fotografías. Allí se llevó a cabo un ciclo de veladas musicales que contaron con la presencia de las siguientes agrupaciones y artistas:  Rolando Assante-violín, Teresa Cos-piano,
,Orquesta de Cámara Ángel Sauce (Dir. Rolando Assante), Eleazar Torres-mandolina (Aires del Barroco bajo el Sauce), Ensamble integrado por Elizabeth Guerrero-piano, Francisco Pancho Salazar-barítono, Mauricio Lopez- chelo (Schubertiada), Estudiantes de las Cátedras de piano del Conservatorio J. J. Landaeta (Repertorio universal y venezolano), Cátedra de Canto Lírico de la Maestra Gisela Hollander,
Luis García Aché-pianista repertorista (Todo Mozart), Coral Venezuela(Director: Maestro Miguel Astor) Todas las veladas fueron presentadas por su productor, Ángel Freites Molina.